# 賀婕
賀婕，台灣作家 、藝術家。愛丁堡大學藝術碩士。《好燙詩刊》編輯。曾獲台積電青年文學獎、全國優秀青年詩人獎等。詩人向陽稱其很早就受到詩壇矚目，擅長以曲筆描繪現代都市女子的心境，觸探並且挑戰社會既有的成規；透過簡潔的文字，翻轉主流思維和美學，形成了她異於同世代詩人的詩風。她的詩有寫實的成分，也有超現實的逸脫。
現旅居英國。

## 作品

### 個人詩集
- 《賀春木華》，角立文化出版，2014年3月
- 《不正》，二魚文化出版，2015年5月，ISBN 9789865813543

### 圖文創作
- 《異地邊緣》，2016年12月

### 繪畫創作
- 油畫《Ducks》入選RA夏季美展（Royal Academy Summer Exhibition），2022[6]
- 《女孩子》，德尉著，斑馬線文庫出版，2019年2月，ISBN 9789869730822
- 《Zuwendung in Zeichen》，Ron Winkler著，德國SuKuLTur出版社，2013年3月， ISBN 9783955660277 [7]
- 《好燙詩刊》特約封面繪製
- 作品散見國內外不同報刊、教材、展覽

### 合集、選集
- 《2012台灣詩選》（白靈主編），二魚文化出版，2013年2月，ISBN 9789866490927
- 《2016台灣詩選》（焦桐主編），二魚文化出版，2017年3月，ISBN 9789865813888
- 《沉舟記：消逝的字典》（夏夏主編），南方家園出版，2017年10月，ISBN 9789869493840
- 《2017台灣詩選》（白靈主編），二魚文化出版，2018年6月，ISBN 9789865813956
- 《鏡像：創世紀65年詩選》（辛牧、嚴忠政、姚時晴主編），斑馬線文庫出版，2019年10月，ISBN 9789869786232
- 《台灣文譯》，中華民國筆會出版，2019年7月

### 專欄
- 《Fliper》，2014年-2016年
- 《印刻文學》，2016年-2018年
- 《幼獅文藝》，2019年至2023年
- 《聯合文學》，2019年至今[8]

### 展覽
- 不正詩畫展，台北，2014
- 賀婕X臥龍二九個展，台北，2014
- Animal聯展，倫敦，2022[9]

## 榮譽
- 2009：台積電青年文學獎[2]
- 2013：全國優秀青年詩人獎
- 2022：Royal Academy Summer Exhibition

## 外部連結
- 賀婕的英國手記（instagram）
- 賀婕的英國手記（Facebook）